# Gjovalin Gjadri
Gjovalin Gjadri (ur. 2 lipca 1898 w Szkodrze, zm. 13 marca 1974 w Tiranie) – albański inżynier.

## Życiorys
Ukończył studia z zakresu inżynierii lądowej na jednej z austriackich uczelni, w 1925 roku wrócił do Albanii, gdzie przez dwa lata zajmował się projektami i realizacją robót budowlanych w kraju. Od 1927 do 1931 roku pracował jako projektant konstrukcji w Instytucie Projektowania Mostów w Moskwie, jednak z powodów zdrowotnych ponownie wrócił do Albanii, a po poprawie stanu zdrowia rozpoczął pracę w albańskim Ministerstwie Robót Publicznych.
W latach 1946-1956 pracował w Ministerstwie Budownictwa jako kierownik działu projektowego i szef działu kontroli technicznej, od 1955 roku wykładał na jednej z uczelni w Tiranie. Na początku lat 70. uzyskał profesurę.

## Wybrane projekty[3][a]
- most w Macie[4][1][2]
- most we Mbrostarze[4][1]
- most w Penkovë[4][1]
- most na Bulwarze Męczenników Narodu w Tiranie (1932)[4][1]
- most na rzece Buna w Szkodrze (1934)
- most Zaranik w Elbasanie (1934)
- most Gjanica w Fierze (1940)
- most Mbrostari w Fierze (1945)
- most Mezhgorani w Tepelenie (1947)
- most w Rrogozhinë (1948)[4]
- most Bahçallëku w Szkodrze (1949)
- most na rzece Shkumbin (1951)
- kolejowa wieża ciśnień w Durrës (1951)
- most Mifoli nad Wjosą we Wlorze (1952)
- kładka dla pieszych nad Wjosą w Memaliaju (1953)
- komin w Rubiku (1954)
- most nad Dunavcem w Memaliaju (1957)

## Wybrane prace naukowe
- Probleme të llogaritjes së urave në Shqipëri / Über Brückenprobleme in Albanien (1937)[3]
- Shkenca e Konstruksionit (3 tomy)[3][2]

## Życie prywatne
Miał syna Egona, także projektanta obiektów budowlanych.